# インビジブル・ターゲット
『インビジブル・ターゲット』（原題：男兒本色、英題：Invisible Target）は、2007年に制作された香港のアクション映画。監督はベニー・チャン（陳木勝）。

## ストーリー
香港の繁華街で白昼堂々現金輸送車が襲撃され、１億USドルが奪われる事件が起こる。爆弾を使った大胆な手口。その現場近くにいた、香港警察のチャン刑事（ニコラス・ツェー）の婚約者は爆発に巻き込まれ帰らぬ人となってしまう。それから半年。彼女のことを忘れられず、抜け殻のようになりながら武器密売人を追いつめるチャン刑事。一方、過激な捜査で知られるフォン警部補（ショーン・ユー）は、不審なバンを発見し、職務質問をかける。そのバンに乗っていたのは、半年前に現金輸送車を襲った一味だった。ボスのヨンサン（ウー・ジン）らは、軍隊経験を積んだ戦闘のエキスパート。圧倒的な強さを見せるヨンサンらに打ち負かされるフォン警部補。しかも拳銃の弾丸を飲まされるという屈辱的な仕打ちを受けてしまう。プライドの高いフォン警部補は、汚名をそそぐために行動を開始する。そして、心優しいワイ巡査（ジェイシー・チャン）は、潜入捜査で行方不明になった兄のタツ（アーロン・クォック）の帰りを待ち望んでいた。ある日、特捜のロー警視（マーク・チェン）から、半年前の襲撃事件の容疑者としてタツが疑われていることを知らされる。兄の無実を信じるワイ巡査。そんなワイ巡査の元にヨンサンの行方を訪ね、チャン刑事とフォン警部補が現れる…

## キャスト
| 役名         | 俳優               | 日本語吹替 |
| ------------ | ------------------ | ---------- |
| チャン刑事   | ニコラス・ツェー   | 竹若拓磨   |
| フォン警部補 | ショーン・ユー     | 小西克幸   |
| ワイ巡査     | ジェイシー・チャン | 小松史法   |
| ヨンサン     | ウー・ジン         | 桐本琢也   |
| ヨンイー     | アンディ・オン     | 岡林史泰   |
| リョン       | エレイン・コン     |            |
| 章文耀       | ドミニク・ラム     |            |
| ロー警視     | マーク・チェン     |            |
| ホー         | サム・リー         | 遠藤大智   |
|              | ロー・ワイコン     | 芦澤孝臣   |
|              | グラディス・フォン |            |
|              | ディープ・ン       |            |

## スタッフ
- 監督、製作、脚本：ベニー・チャン
- アクション監督：ニッキー・リー
- 音楽：アンソニー・チュウ

## 主題歌
- 張震嶽：『再見』